# Sipapu

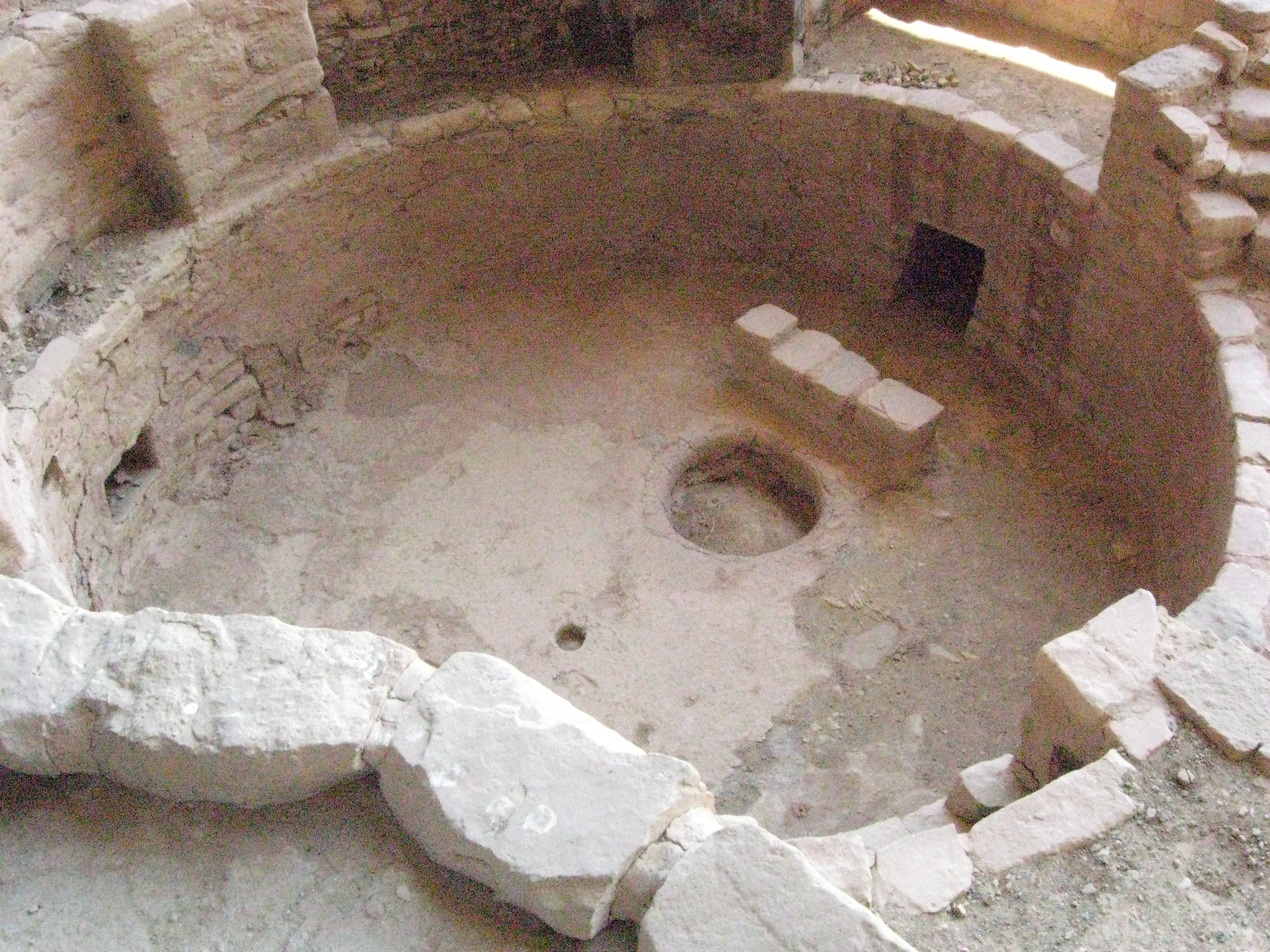
Le sipapu est le petit trou rond dans le sol de la ruine de cette kiva. Le plus grand trou rond dans le sol est un foyer. Observez que l'entrée d'air (petite porte rectangulaire dans le mur), les pierres qui bloquent l'air de l'entrée d'air, le foyer et le sipapu sont tous alignés; cet aspect de la conception était intentionnel. Photo prise à Long House, parc national de Mesa Verde.

Sipapu est un mot Hopi désignant un petit trou ou une indentation dans le sol d'un kiva ou d'une maison-puits (pithouse). Les kivas furent utilisées par les Puebloans Ancestraux et continuèrent d'être utilisés par les Puebloans des temps modernes. Le sipapu symbolise le portail par lequel leurs anciens émergèrent premièrement pour entrer dans le monde actuel.
La mythologie hopi (en) (et les traditions similaires dans d'autres cultures Pueblo telles que les Zuni et les Acoma) déclare que c'est le trou par lequel les premiers peuples de ce monde entrèrent. En sortant du sipapu, ils passèrent d'êtres ressemblant à des lézards à une forme humaine (voir Waters, 1963 et réimpressions ultérieures; Courlander, 1971). C'est à partir de ce moment que les «Premiers Peuples» de la Terre commencèrent à se diviser et à se séparer, devenant des tribus. Le sipapu original serait situé dans le Grand Canyon.